# عبير عودة
عبير عودة واسمها عند الولادة عبير ميخائيل بطرس الخوري (1961 في القدس - ) سياسية واقتصادية فلسطينية شغلت منصب وزير الاقتصاد الوطني في الحكومة الفلسطينية السابعة عشرة، حيث كانت أول امرأة فلسطينية تتولى هذا المنصب على مدار الحكومات الفلسطينية المُتعاقبة منذُ إنشاء السلطة الوطنية الفلسطينية. وعملت مدير عامًا لهيئة سوق رأس المال الفلسطينية كأول امرأة فلسطينية أيضًا.

## حياتها
وُلدت عبير عودة في 19 يوليو 1961 في القدس لأسرة من قرية جفنا شمال محافظة رام الله والبيرة.

## الحياة العملية
تولت عبير عودة مهام مدير عام هيئة سوق رأس المال الفلسطينية كأول إمراة فلسطينية تتولى هذا المنصب، وعملت مستشارة وخبيرة مالية في البنك الدولي في القدس في الفترة ما بين 1998-2001، كما عملت رئيساً لوحدة التحليل المالي في الوكالة الأمريكية للتنمية الدولية في الفترة ما بين 2001-2009، وعملت في مجال التدقيق والتفتيش وإدارة المشاريع والإدارة المالية والإدارية، وهي تحمل شهادة الماجستير في إدارة الأعمال من جامعة نورث وسترن، إضافة إلى حصولها على الشهادة الأمريكية لمحاسب قانوني معتمد. شغلت عبير عودة منصب وزير الاقتصاد الوطني الفلسطيني في التعديل الوزاري الأول للحكومة السابعة عشرة من تموز 2015 حتى 13 أبريل 2019.

في 12 سبتمبر 2019، أدت عودة اليمين الدستورية سفيرةً لدولة فلسطين لدى إيطاليا. وفي 25 أكتوبر 2019، سلمت أوراق اعتمادها إلى الرئيس الإيطالي سيرجو ماتاريللا.
في 14 يناير 2025، سلمت نسخة من أوراق اعتمادها سفيرةً غير مقيمة لدولة فلسطين لدى سان مارينو. تُعد أول سفير فلسطيني.